# لبو (شیلی)
لبو (به اسپانیایی: Lebu) یک شهرستان‌ در شیلی است که در استان آرائوکو واقع شده‌است. لبو ۵۶۱٫۴ کیلومترمربع مساحت و ۲۳٬۷۲۲ نفر جمعیت دارد و ۷۴ متر بالاتر از سطح دریا واقع شده است.